# Hermann Jung (Geistlicher)
Hermann Jung (ursprüngliche niederdeutsche Namensform: Hermann Junge, latinisiert: Hermannus Jungius); * 1608 (oder 1609) in Brokreihe-Nord, heute Brokreihe, Gemeinde Hodorf in Holstein; begraben 7. Juni 1678 in Monnickendam bei Amsterdam in der (reformierten) Groote Kerk, war ein bedeutender evangelisch-lutherischer Pastor und Didaktiker (Freund von Johann Amos Comenius) und ein mit Friedrich Breckling befreundeter frühpietistischer Chiliast in den Niederlanden. Er wirkte von 1641 bis 1678 als Pastor in Monnickendam.
Hermann Jung hatte sich am 9. Juli 1628 an der Universität Rostock immatrikuliert. Zwischendurch immatrikulierte er sich am 10. August 1629 unter dem Rektorat von Joachim Jungius (1587–1657) am Akademischen Gymnasium Hamburg in der vom Krieg verschonten Hansestadt. 1636 und 1638, also in der Rostocker „Schwedenzeit“, wird er wieder als Student der Universität Rostock erwähnt. Er zeichnete sich besonders durch seine dort bei Samuel Bohl (1611–1639) erworbenen Kenntnisse des Hebräischen aus, die er auch einfachen Leuten zu vermitteln vermochte. Mit Philipp Jakob Spener, dem Begründer des deutschen Pietismus als Bewegung, nahm er Anfang 1678 über Friedrich Breckling brieflichen Kontakt auf.

## Werke
- Samuel Bohl [Praeses] / Hermann Jung [Respondens]: Disputatio Secunda Respondente 7. [septimo] Octobr[is]. Hermanno Jungio. [Rostock] 1636 [erschienen 1637]. [Ist zusammen mit sechs weiteren Disputationen enthalten in:] Samuel Bohl: Scrutinium sensus Scripturae sacrae ex accentibus, publicatum Rostochi a M[agistro]. Samuel Bohl […]. (Disputatio prima respondente […] Johanne Michaelis. Disputatio secunda respondente Hermanno Jungio usw.) Rostochii [Rostock] 1636.
- Philipp Hartmann [Praeses] / Johannes Andreae, Joannes Reimerus, Martinus Jacobus, Johannes Reimarus, Paulus Moth, Hermannus Jung [Respondentes]: Decas Disputationum Logicarum […] In qua Praecepta Logices de Doctrina Enunciationis & Syllogismorum dilucide proponuntur & exemplis sacris illustrantur. Rostochi [Rostock] 1638. – Link zu der Digitalisierung: http://purl.uni-rostock.de/rosdok/ppn729466221.
- Johannes Michaelis [Praeses] / Hermann Jung [Respondens]: Discursus Philologicus De Propria Et Primaeva Terminorum Suppositione In tribus linguis Capitalibus Circa interpretationem Autorum accurate observanda. Rostochii [Rostock] 1638.
- Regia redemtorum nutricatio, Regentibus cum Regendis aequè salutífera divinis in literis lucide diffusa, diam Salutis ad Regulam hanc brevi simplicitate concepta. Amsterdam 1660 mit der anonymen Titelausgabe:
- Optima Politica. Divinis in Literis lucidè diffusa, hîc breviter adumbrata. [Amsterdam 1660];
- Einfältig Gewissens Bedencken über das Flenßburgische Vrtheil wieder M[agistrum]. Fridericum Brecklingium. In: Friedrich Breckling: Veritatis triumphus. 1660, Blatt K 7b – K 9b; bzw. [Verbesserte Aufl. ohne Jahr], S. 188–190;
- Schrift-Troost Tot Jegelix Heyl. […] tegen William Ames Verwerring en Verdoeming. Amsterdam 1661;
- Hoffnung und Sinn von diesen letzten Zeiten. 1. Auflage. 1663, 2. Aufl. 1666 bzw. 3. Aufl. (1697), angedruckt an: Friedrich Breckling: Christus Judex. 1. Auflage. 1663, 2. Aufl. 1666 bzw. 3. Aufl. [1697] (= Teil III in: Friedrich Breckling: Sechs geistreiche unterschiedliche Schriften. 1697);
- Dänsche Gemeent-Stichting in Amsterdam. 1664;
- [Hermanni] Jungii Onschuld, op Gotfried Artus siin Boeckschen tegen Frid[ericum]. Brecling, genoomt de Eere van het Consistorium van Amsterdam gereddet, &c., dat, onder andern, Jungium mede beschuldiget. Amsterdam 1669;
- Dobbelde Verantwording tegen dat Consistorium to Amsterdam, en dessen Eeren-Redder [Gotfried Artus]. Amsterdam 1669;
- Den doot getroost ontmoet ick! [Leichengedicht auf Paulus Cordes, Lutherischen Prediger in Amsterdam]. In: Reimerus Ligarius: Exequiae Cordesianae. Den Haag/Amsterdam [1675], S. 31.